# Antoni Dziemianko
Antoni Dziemianko (biał. Антонiй Дзям’янка, Antonij Dziamjanka; ros. Антоний Демьянко, Antonij Diemjanko; ur. 1 stycznia 1960 w Zabrodziu) – białoruski duchowny rzymskokatolicki, biskup pomocniczy grodzieński w latach 1998–2004, biskup pomocniczy mińsko-mohylewski w latach 2004–2012, sekretarz generalny Konferencji Episkopatu Białorusi w latach 2006–2015, administrator apostolski mińsko-mohylewski w latach 2006–2007, biskup diecezjalny piński od 2012.

## Życiorys
Urodzony w polskiej rodzinie w Zabrodziu koło Stołpców w 1960 r. jako syn Bernarda i Jadwigi, był drugim dzieckiem z pięciorga w rodzinie.
28 października 1980 otrzymał święcenia kapłańskie z rąk Vincentasa Sladkieviciusa. 4 lipca 1998 papież Jan Paweł II mianował go biskupem pomocniczym diecezji grodzieńskiej. Sakra biskupia odbyła się dnia 29 września 1998, której przewodniczył kardynał Kazimierz Świątek. 14 grudnia 2004 Jan Paweł II mianował go biskupem pomocniczym archidiecezji mińsko-mohylewskiej. 14 czerwca 2006 papież Benedykt XVI mianował go administratorem apostolskim sede vacante i ad nutum Sanctae Sedis archidiecezji mińsko-mohylewskiej, którą pełnił do czasu mianowania metropolitą abpa Tadeusza Kondrusiewicza.
3 maja 2012 został mianowany ordynariuszem diecezji pińskiej. Ingres do bazyliki katedralnej Wniebowzięcia Najświętszej Maryi Panny w Pińsku odbył 16 czerwca 2012. 
W ramach Konferencji Episkopatu Białorusi w latach 2006–2015 był sekretarzem generalnym Konferencji Episkopatu.